# 들로리언 타임 머신

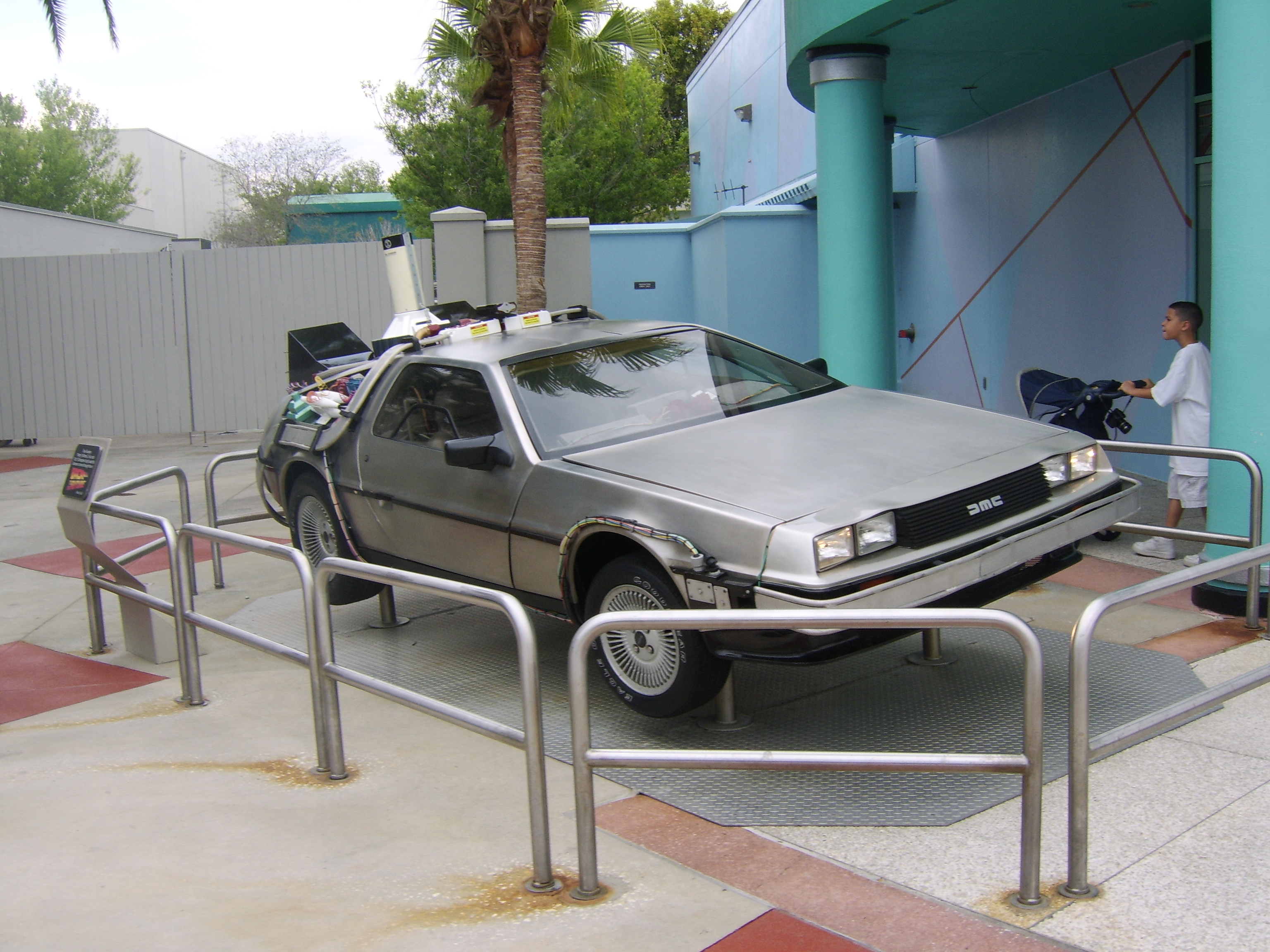
들로리언 타임 머신

들로리언 타임 머신(DeLorean time machine)은 영화 백 투 더 퓨처 시리즈에 등장하는 자동차를 기반으로 하여 만든 가상의 시간 여행 장치이다. 백 투 더 퓨처 시리즈의 등장인물인 에밋 브라운 박사가 들로리언 DMC-12라는 자동차를 기반하여 만든 타임 머신이다. 영화에서 사용된 들로리언 타임 머신 중 하나가 현재 유니버설 스튜디오 할리우드에 전시되어 있다.